# Hermanas de los Sagrados Corazones de Jesús y María
Las Hermanas de los Sagrados Corazones de Jesús y María son un grupo de Católica Hermanas religiosas que se establecieron en Londres, Inglaterra, en 1903. Allí se las conoce comúnmente como las Hermanas de Chigwell. En colaboración con sus asociados, auxiliares, colaboradores y voluntarios, las Hermanas trabajan con la los pobres del mundo, tanto para identificar y transformar las causas subyacentes del sufrimiento como para satisfacer sus necesidades prácticas. Sin embargo, la orden se ha visto envuelta en polémicas que explotaban dicha pobreza, como las adopciones forzadas y los hogares "Madre y Bebé".

## Orígenes
La congregación tiene su origen en el Francés Instituto religioso de las Siervas del Sagrado Corazón de Jesús de Versailles, fundado por el abad Peter-Victor Braun en París en 1866. En el curso de su ministerio, Braun sirvió en un barrio sórdido de la ciudad, donde se dio cuenta de la lucha de las jóvenes allí presentes, que habían llegado como trabajadoras no cualificadas, especialmente cuando no podían encontrar trabajo en las fábricas. Con la ayuda de un pequeño grupo de voluntarios, abrió un albergue donde las jóvenes podían encontrar un refugio y un lugar de apoyo. También abrió una guardería para que las madres pudieran estar libres y encontrar un empleo para mantener a sus familias. Además, sus damas voluntarias realizaban visitas a domicilio a las residencias de los pobres enfermos para atenderlos en su necesidad.
En octubre de 1866, Braun había llegado a la conclusión, a regañadientes, de que la obra debía ser confiada a una congregación de profesión Religiosas para garantizar su continuidad. Así, estableció tres de estas voluntarias como congregación religiosa, las Siervas del Sagrado Corazón de Jesús de Versailles, bajo la dirección de una mujer de Baviera, la hermana Anna Katharina Berger, que había llegado a París ya como miembro de una comunidad de hermanas franciscanas fundada por el beato Pablo José Nardini en Pirmasens. Fue nombrada por Braun como Madre Superiora de la pequeña comunidad con el nombre de Madre María Odilia.

## Revolución y exilio
El repentino estallido de la Guerra Franco-Prusiana en 1870 provocó un cambio importante en el futuro de la pequeña congregación. Los rumores de atrocidades anticatólicas por parte de la Comuna de París hicieron que un grupo de las Hermanas huyera a Inglaterra en busca de seguridad. Les siguió un grupo más numeroso, que trajo consigo a Braun, que sufría un shock por haber ejercido su ministerio en el frente de batalla. Debido a su nacionalidad, la cofundadora, la Madre Odilia, se vio obligada a regresar a su Alemania natal. Las hermanas alemanas y austriacas fueron expulsadas de Francia y formaron su propia Congregación, Dienerinnen des heiligsten Herzens Jesu con sede en Viena, Austria.
Las refugiadas fueron recibidas calurosamente por el cardenal Henry Edward Manning, Arzobispo de Westminster, que les dio una pequeña casa en la zona de Stratford de la ciudad. Las Hermanas se establecieron rápidamente en el East End de Londres donde comenzaron de nuevo su misión de ayudar a los trabajadores en apuros y a sus familias. Su número en Inglaterra creció, y las Hermanas comenzaron a servir en Escocia y Gales, donde proporcionaron atención médica en los pueblos mineros. También abrieron escuelas donde enseñaban a los niños del lugar. Iniciaron la tradición de que toda la comunidad saliera los fines de semana a visitar los hogares católicos de la zona.

## Separación
Después de los disturbios de la guerra franco-prusiana, y los posteriores levantamientos, con el establecimiento de la paz en Francia a finales de la década de 1870, algunas de las hermanas francesas regresaron a su tierra natal. Allí restablecieron la congregación y su labor.
Sin embargo, después de una generación, empezaron a surgir diferencias de visión entre las Hermanas inglesas y francesas. Bajo el consejo del Cardenal Herbert Vaughan, en 1902 la mayoría de las Hermanas de Inglaterra decidieron separarse de las Hermanas Siervas del Sagrado Corazón y formar una nueva congregación. Tomaron el nombre que ahora lleva la congregación en su establecimiento formal el 3 de marzo de 1903. La Casa Madre de la nueva congregación se estableció en el suburbio londinense de Chigwell, por el que las Hermanas son conocidas popularmente en Inglaterra. La hermana Winifride Tyrrell, nacida cerca de Monasterevin en Irlanda, que había servido durante muchos años como directora en el barrio de Mile End de Londres, fue elegida como primera  Superiora General.

## Expansión
Bajo la dirección de la Madre Winifride, las primeras Hermanas sirvieron a los pobres en ciudades industriales, pueblos y aldeas de toda Inglaterra, Escocia y Gales. Su primera fundación irlandesa se hizo en Cork en 1922, seguida de Cardiff en Gales.
A mediados de la década de 1950 la congregación se estableció en Estados Unidos, en la diócesis de Oakland y en Zambia. A principios del siglo XXI las Hermanas empezaron a servir a poblaciones devastadas por la guerra en Colombia y El Salvador. En 2001 se embarcaron en la alfabetización informática de los niños de la calle de Cebú en Filipinas. Hermanas de los Sagrados Corazones de Jesús y María" Al año siguiente comenzaron a atender a los enfermos de SIDA en Kampala, Uganda.
En 2003 las tres congregaciones derivadas de la obra de Braun formaron la Federación Víctor Braun. Formada por las tres congregaciones que tienen sus raíces en el grupo original de Braun, los miembros son: las Hermanas Servidoras del Sagrado Corazón, las Dienerinnen des heiligsten Herzens Jesu de Austria y las Hermanas de los Sagrados Corazones de Jesús y María. Los proyectos se desarrollan para satisfacer las necesidades locales. En términos generales, están destinados a la educación y el bienestar de los niños y a la formación y educación sanitaria de los adultos.
Las Hermanas también gestionaron un "hogar para madres y bebés" en la Abadía de Sean Ross en Irlanda desde 1930 hasta 1970. La vida en el hogar aparece en el libro de 2009 The Lost Child of Philomena Lee  por Martin Sixsmith, y en Philomena', la película de 2013 que está basada en ella.  Durante ese periodo, las madres y los niños eran a menudo separados a la fuerza, y algunos niños eran retirados para ser adoptados en Estados Unidos a cambio de donaciones al hogar.
Además, las hermanas dirigieron el Hogar Bessborough en la ciudad de Cork durante casi 80 años, durante los cuales murieron allí 923 niños. La Comisión de Investigación de los Hogares para Madres y Bebés publicó un informe provisional en 2019, en el que se decía que sólo había podido establecer dónde estaban enterrados 64 de los niños y que parecía que sólo uno estaba enterrado en el cementerio de Bessborough, donde estaban muchas de las monjas. La comisión expresó su preocupación y sus dudas de que nadie en la congregación fuera capaz de decir dónde estaban enterrados los otros infantes.
En 1939 las Hermanas de los Sagrados Corazones se hicieron cargo del Priorato de San Agustín, en Old Colwyn, Gales -originalmente construido como hotel- de una comunidad de monjas agustinas. A lo largo de los años ha servido como casa de vacaciones para las hermanas, casa de huéspedes y residencia de ancianos. En 2010, la Congregación lo abrió como Casa de Retiro.